# 松平重則
松平 重則（まつだいら しげのり）は、安土桃山時代から江戸時代前期にかけての武将・大名。上総国百首藩主、下野国皆川藩初代藩主。官位は従五位下・内膳正、大隅守。

## 生涯
天正8年（1580年）、松平重勝の三男として誕生。
慶長3年（1598年）から徳川秀忠の家臣として仕えるようになり、慶長5年（1600年）の関ヶ原の戦いでは、秀忠に従って信濃国上田城攻めに参加した。その後、伏見城や二条城の城番となり、慶長18年（1613年）には御徒士頭となる。元和2年（1616年）に秀忠の弟・松平忠輝が改易された際、その蟄居を伝える使者役を務めた。
元和7年（1621年）1月21日に大番頭となる。寛永3年（1626年）12月に叙任する。寛永10年（1633年）4月23日、4000石を加増されて合計1万500石の大名となり、上総百首藩主となる。
寛永17年（1640年）に下野皆川藩に移封されたが、翌年12月27日に死去した。享年62。跡を長男・重正が継いだ。